# Суматрански тигър
Суматранският тигър или Суматрийски тигър (Panthera tigris sumatrae) е подвид на тигъра, характерен за остров Суматра (Индонезия). Числеността на този подвид в природата е около 400-500 тигъра и около 235 в зоологически градини. Числеността им в природата постоянно намалява, което е свързано с развитието на селското стопанство в този гъсто населен район. Суматранският тигър е критично застрашен. Мерките за съхраняване на този подвид, на дадения етап, са създаване на национални паркове и резервати.
Суматранският тигър е един от най-малките тигри. Мъжките екземпляри са с дължина на тялото от 2,2 до 2,55 м, с максимална дължина на черепа от 295 до 335 мм и тежат от 100 до 150 кг. Женските тежат от 75 до 110 кг и са с дължина от 1,9 до 2,30 м, с максимална дължина на черепа от 263 до 294 мм.
Някои автори отричат съществуването на суматранския тигър като отделен подвид и го причисляват към изчезналия явански тигър (Panthera tigris sondiaca).